# Мишел Фан
Мишел Фан е американска гримьорка, влогърка и блогърка, която става известна с публикуване на клипове в най-големия сайт за видео споделяне-Youtube. Нейният канал има над 8 милиона последователи, над 1 билион гледания и над 350 качени видеоклипа.

## Ранни години
Мишел е родена в Бостън, Масачузец. Има по-голям брат и по-малка сестра. По-късно тя и семейството ѝ се местят в Тампа, Флорида, където завършва училище.

## Кариера
През 2005 година Мишел започва личен блог, в който пише за гримове. По-късно през 2007 година започва да публикува клипове в нейния Youtube канал, в които нагледно показва как се гримира.
Buzzfeed показват два от нейните клипа през 2009 и 2010, което ѝ печели повече от милион последователя. Тя става рекламен партньор в Youtube, а след това създава FAWN (мулти канал в Youtube) през 2012 година.
През 2010 известната компания Lancôme прави Фан официален партньор, който показва новите продукти на бранда в клиповете си. През 2011 тя взима участие в основаването на „MyGlam“-месечна козметична кутия, която по-късно се преименува на „ipsy“.
През август 2013 година Лореал пуска на пазара нова козметична линия „em“, създадена от Мишел Фан. Тя посвещава „em“ на своята майка.
През 2014 година каналът на Мишел е позициониран на 48. място от общо 100 в класация на „New Media Rockstars“.
През 2015 година Мишел е включена в класацията на Форбс „30 под 30“. През същата година компанията на Фан „ipsy“ е оценена на над 500 милиона долара.
|  | Тази страница частично или изцяло представлява превод на страницата Michelle_Phan в Уикипедия на английски. Оригиналният текст, както и този превод, са защитени от Лиценза „Криейтив Комънс – Признание – Споделяне на споделеното“, а за съдържание, създадено преди юни 2009 година – от Лиценза за свободна документация на ГНУ. Прегледайте историята на редакциите на оригиналната страница, както и на преводната страница, за да видите списъка на съавторите. ВАЖНО: Този шаблон се отнася единствено до авторските права върху съдържанието на статията. Добавянето му не отменя изискването да се посочват конкретни източници на твърденията, които да бъдат благонадеждни. |